# Scott Molina
Scott Molina (Pittsburg, 29 de febrero de 1960) es un deportista estadounidense que compitió en triatlón. Está casado con la triatleta neozelandesa Erin Baker.
Ganó una medalla de oro en el Campeonato Mundial de Ironman de 1988. Además, consiguió una medalla de oro en el Campeonato Mundial de Ultraman de 1984.

## Palmarés internacional
| Campeonato Mundial | Campeonato Mundial     | Campeonato Mundial | Campeonato Mundial |
| Año                | Lugar                  | Medalla            | Prueba             |
| ------------------ | ---------------------- | ------------------ | ------------------ |
| 1988               | Hawái (Estados Unidos) | Medalla de oro     | Individual         |